# NUT
NUT is een historisch merk van motorfietsen.
Deze werden geproduceerd door Sir William Angus, Sanderson & Co. Ltd., later Newcastle-Upon-Tyne Motor Co. Ltd., Hugh Mason & Co. Ltd., N.U.T. Engine & Cycle Co. Ltd. en N.U.T. Motor Co., Newcastle-on-Tyne 
van  1912 tot 1920, in 1921 en 1922 en van 1923 tot 1933.
Dit was een Engels merk dat bekend werd door zijn robuuste V-twins. Al in 1906 had fiets-constructeur Jack Hall samen met Hugh Mason een motorfiets met een MMC-blok gebouwd. Hall bouwde daarna nog verschillende prototypes, tot in 1912 hieruit het merk NUT ontstond. De machines werden geproduceerd door de firma William Angus, Sanderson & Co. 
Aanvankelijk werden de blokken van het Zwitserse Moto-Rêve betrokken, maar later werden ze speciaal voor NUT bij JAP gebouwd. 
Tijdens de Eerste Wereldoorlog maakte NUT granaathulzen, maar daarna werd de motorproductie weer voortgezet. 
In 1920 trokken Angus en Sanderson hun kapitaal terug en NUT ging failliet. Robert Ellis nam in 1921 de failliete boedel over en veranderde de naam in Hugh Mason & Co. Men ging verder met de productie van een 500 cc-model dat in 1919 was uitgekomen en een sportieve tweecilinder. 
In 1922 ging het weer mis en NUT sloot opnieuw de poorten. In 1923 veerde het echter weer op en kwamen er 698 cc-modellen met eigen, door W.C. Thompson ontwikkelde motorblokken. In 1927 kwam er een 172 cc Villiers-tweetakt uit, naast een 350 cc viertakt speedwaymotor. In 1933 waren er drie verschillende 698 cc-modellen en een 750 met JAP-motor. Beroemd zijn de kopkleppers met vier uitlaten.. De laatste modellen hadden 172 cc Villiers-tweetaktblokken of een speciale 248 cc JAP-eencilinder.